# 罗德里戈·里克尔梅
罗德里戈·里克尔梅·雷切（西班牙語：Rodrigo Riquelme Reche，2000年4月2日—），西班牙职业足球运动员，司职边锋，右边前卫，效力于西甲俱乐部贝蒂斯。

## 俱樂部生涯
2025年7月4日，里克爾梅與西甲俱乐部皇家贝蒂斯簽訂了為期五年的合約。